# Rhopalopilia
Rhopalopilia é um género botânico pertencente à família Opiliaceae.